# Calverley
Calverley ist ein Dorf im Metropolitan Borough City of Leeds in West Yorkshire in England.
Im Domesday Book von 1068 wird der Ort als Calverlei(a) genannt.

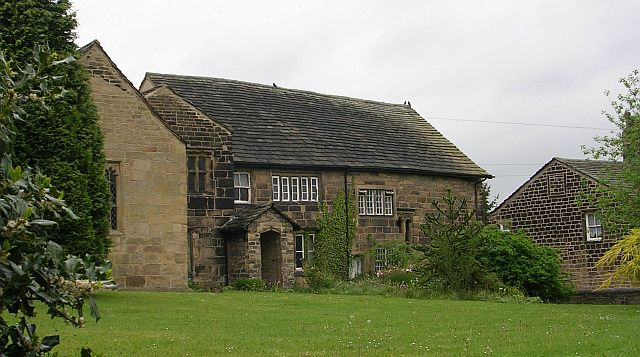
Calverley Old Hall, denkmalgeschütztes Herrenhaus

Das mittelalterliche Herrenhaus Calverley Old Hall war der Sitz der Familie Calverley. Wie die meisten älteren Gebäude im Ort wurde es aus Sandstein erbaut. Die anglikanische Pfarrkirche St. Wilfrid stammt in Teilen aus dem 11. oder 12. Jahrhundert. Außerdem gibt es eine methodistische Kirche von 1872. Beide Kirchen stehen unter Denkmalschutz.
Im 19. Jahrhundert wurde – wie in vielen Orten in Yorkshire – bei Calverley Bergbau auf Steinkohle betrieben.
Während Pudsey und Farsley jahrhundertelang zur Gemeinde Calverley gerechnet wurden, wurde es zusammen mit Farsley 1937 bis Teil des Municipal Borough von Pudsey und gehört seit 1974 mit diesen zum Metropolitan Borough Leeds.
Durch Calverley führt die Hauptstraße A657 von Bramley nach Saltaire. Nördlich führt die Bahnstrecke von Leeds nach Shipley vorbei, an der der Ort mit Calverley and Rodley bis um 1965 eine Bahnstation hatte, von der noch einzelne Gebäude vorhanden sind.